# Isometrie
Eine Isometrie (griechisch Ισομετρία Isometría: gleiches Maß, Längengleichheit, Längentreue) ist in der Mathematik eine Abbildung, die zwei metrische Räume aufeinander abbildet und dabei die Metrik (Abstand, Distanz) erhält. Das heißt, der Abstand zweier Bildpunkte ist gleich groß wie der der Urbildpunkte.
In der euklidischen und der synthetischen Geometrie  werden speziell solche Isometrien betrachtet, die zugleich geometrische Abbildungen für die betrachteten Räume sind. Meist spricht man dann von einer abstandserhaltenden, längentreuen oder auch isometrischen Abbildung, und wenn die geforderten Zusatzeigenschaften aus dem Zusammenhang klar sind, einfach von einer Isometrie.
Davon abweichend versteht man in der riemannschen Geometrie unter einer Isometrie eine Abbildung, die die riemannsche Metrik erhält, und damit nur die Längen von Vektoren und die Längen von Kurven. Eine solche Abbildung braucht nicht die Abstände zwischen zwei Punkten zu erhalten.

## Definition
Sind zwei metrische Räume {\displaystyle (M_{1},d_{1})}, {\displaystyle (M_{2},d_{2})} gegeben und ist {\displaystyle f\colon M_{1}\rightarrow M_{2}} eine Abbildung mit der Eigenschaft
{\displaystyle d_{2}\left(f(x),f(y)\right)=d_{1}(x,y)\ } für alle {\displaystyle x,y\in M_{1}},
dann heißt {\displaystyle f} Isometrie von {\displaystyle M_{1}} nach {\displaystyle M_{2}}. Eine solche Abbildung ist stets injektiv. Ist {\displaystyle f} sogar bijektiv, dann heißt {\displaystyle f} isometrischer Isomorphismus, und die Räume {\displaystyle M_{1}} und {\displaystyle M_{2}} heißen isometrisch isomorph; andernfalls nennt man {\displaystyle f} eine isometrische Einbettung von {\displaystyle M_{1}} in {\displaystyle M_{2}}.

## Spezialfälle

### Normierte Vektorräume
In normierten Vektorräumen {\displaystyle V} ist der Abstand zwischen zwei Vektoren {\displaystyle u,v\in V} durch die Norm des Differenzvektors definiert:
{\displaystyle d(u,v)=\|v-u\|}.
Sind {\displaystyle V} und {\displaystyle W} zwei normierte Vektorräume mit Norm {\displaystyle \|\cdot \|_{V}} bzw. {\displaystyle \|\cdot \|_{W}} und ist {\displaystyle f\colon V\to W} eine lineare Abbildung, so ist diese Abbildung genau dann eine lineare Isometrie, wenn sie die Norm erhält, wenn also für alle {\displaystyle v\in V}
{\displaystyle \|f(v)\|_{W}=\|v\|_{V}}
gilt.
Ohne die Voraussetzung der Linearität gilt für reelle normierte Vektorräume:
- Wenn die Norm {\displaystyle \|\cdot \|_{W}} des Zielraums strikt konvex ist, ist jede Isometrie {\displaystyle V} nach {\displaystyle W} eine affine Abbildung.[2]
- Jede surjektive Isometrie ist eine affine Abbildung (Satz von Mazur-Ulam).[3]

In beiden Fällen gilt:
Bildet die Abbildung den Nullvektor von {\displaystyle V} auf den Nullvektor von {\displaystyle W} ab, so ist sie linear.

### Vektorräume mit Skalarprodukt
Ist {\displaystyle V} ein Vektorraum mit Skalarprodukt, so ist die induzierte Norm (Länge) eines Vektors definiert als die Quadratwurzel aus dem Skalarprodukt des Vektors mit sich selbst. Für den Abstand zweier Vektoren {\displaystyle u} und {\displaystyle v} ergibt sich dann:
{\displaystyle d(u,v)=\|v-u\|={\sqrt {\langle u-v,u-v\rangle }}},
wobei das Skalarprodukt hier durch spitze Klammern bezeichnet wird. 
Sind {\displaystyle V} und {\displaystyle W} Vektorräume mit Skalarprodukt {\displaystyle \langle \cdot ,\cdot \rangle _{V}} bzw. {\displaystyle \langle \cdot ,\cdot \rangle _{W}} und ist {\displaystyle f\colon V\to W} eine lineare Abbildung,
so ist diese Abbildung genau dann eine lineare Isometrie, wenn sie das Skalarprodukt erhält, das heißt
{\displaystyle \langle f(u),f(v)\rangle _{W}=\langle u,v\rangle _{V}} für alle {\displaystyle u,v\in V}.
Solche Abbildungen werden auch orthogonale Abbildungen (im Fall reeller Skalarprodukträume) oder unitäre Abbildungen (im Fall komplexer Skalarprodukträume) genannt. Bei reellen Skalarprodukträumen muss dabei nicht vorausgesetzt werden, dass die Abbildung linear ist, denn jede Isometrie, die den Nullvektor auf den Nullvektor abbildet, ist in diesem Fall linear.
Ist {\displaystyle \{a_{1},\ldots ,a_{n}\}} eine Orthonormalbasis von {\displaystyle V}, so ist eine lineare Abbildung  {\displaystyle f\colon V\to W} genau dann eine Isometrie, wenn
{\displaystyle \{f(a_{1}),\ldots ,f(a_{n})\}} ein Orthonormalsystem in {\displaystyle W} ist.
Die Menge aller linearen Isometrien eines euklidischen Vektorraums in sich bildet eine Gruppe, die orthogonale Gruppe des Raums. Entsprechend bildet die Menge aller linearen Isometrien eines unitären Vektorraums in sich die unitäre Gruppe des Raums.

### Euklidischer Punktraum
Jede Isometrie {\displaystyle f\colon E\to F}  zwischen zwei euklidischen Punkträumen {\displaystyle E} und {\displaystyle F} ist eine affine Abbildung. Sie lässt sich in der Form
{\displaystyle f(Q)=f(P)+{\vec {f}}({\overrightarrow {PQ}})} für alle {\displaystyle P,Q\in E}
darstellen, wobei {\displaystyle {\vec {f}}\colon V_{E}\to V_{F}} eine lineare Isometrie zwischen den zugehörigen euklidischen Vektorräumen {\displaystyle V_{E}} und {\displaystyle V_{F}} ist.
Umgekehrt ist jede Abbildung, die sich so darstellen lässt, eine Isometrie.
Isometrien eines euklidischen Punktraums in sich heißen auch Bewegungen.

### Beispiel einer nicht surjektiven Isometrie
Bezüglich der diskreten Metrik ist jede injektive Abbildung {\displaystyle f\colon \mathbb {N} \rightarrow \mathbb {N} } eine Isometrie. Somit ist die durch {\displaystyle f(n)=2n} definierte Abbildung eine nicht surjektive Isometrie.
Ein anderes Beispiel einer nicht surjektiven Isometrie ist die Inklusion einer echten Teilmenge {\displaystyle \iota \colon Y\subset X} eines beliebigen metrischen Raumes {\displaystyle (X,d)}, wobei die Metrik auf {\displaystyle Y} durch {\displaystyle d\mid _{Y\times Y}} gegeben sei.

## Weitere Eigenschaften
- Aus der Definition folgt unmittelbar, dass jede Isometrie stetig ist.
- Jede Isometrie ist sogar Lipschitz-stetig, also insbesondere gleichmäßig stetig. Isometrien sind damit stetig fortsetzbar auf den Abschluss, wenn der Bildraum vollständig ist.
- Jeder metrische Raum ist isometrisch isomorph zu einer abgeschlossenen Teilmenge eines normierten Vektorraums, und jeder vollständige metrische Raum ist isometrisch isomorph zu einer abgeschlossenen Teilmenge eines Banachraums.
- Jede Isometrie zwischen zwei euklidischen Räumen erhält auch Winkel, Flächeninhalt und Volumen.
- Können in euklidischen Räumen zwei Figuren durch eine Isometrie aufeinander abgebildet werden, so heißen die Figuren isometrisch. Zwei Figuren, die durch eine Bewegung aufeinander abgebildet werden können, nennt man kongruent.
- Allgemein erhält jede Isometrie zwischen metrischen Räumen die Hausdorff-Maße.